# ترمی (لوله)

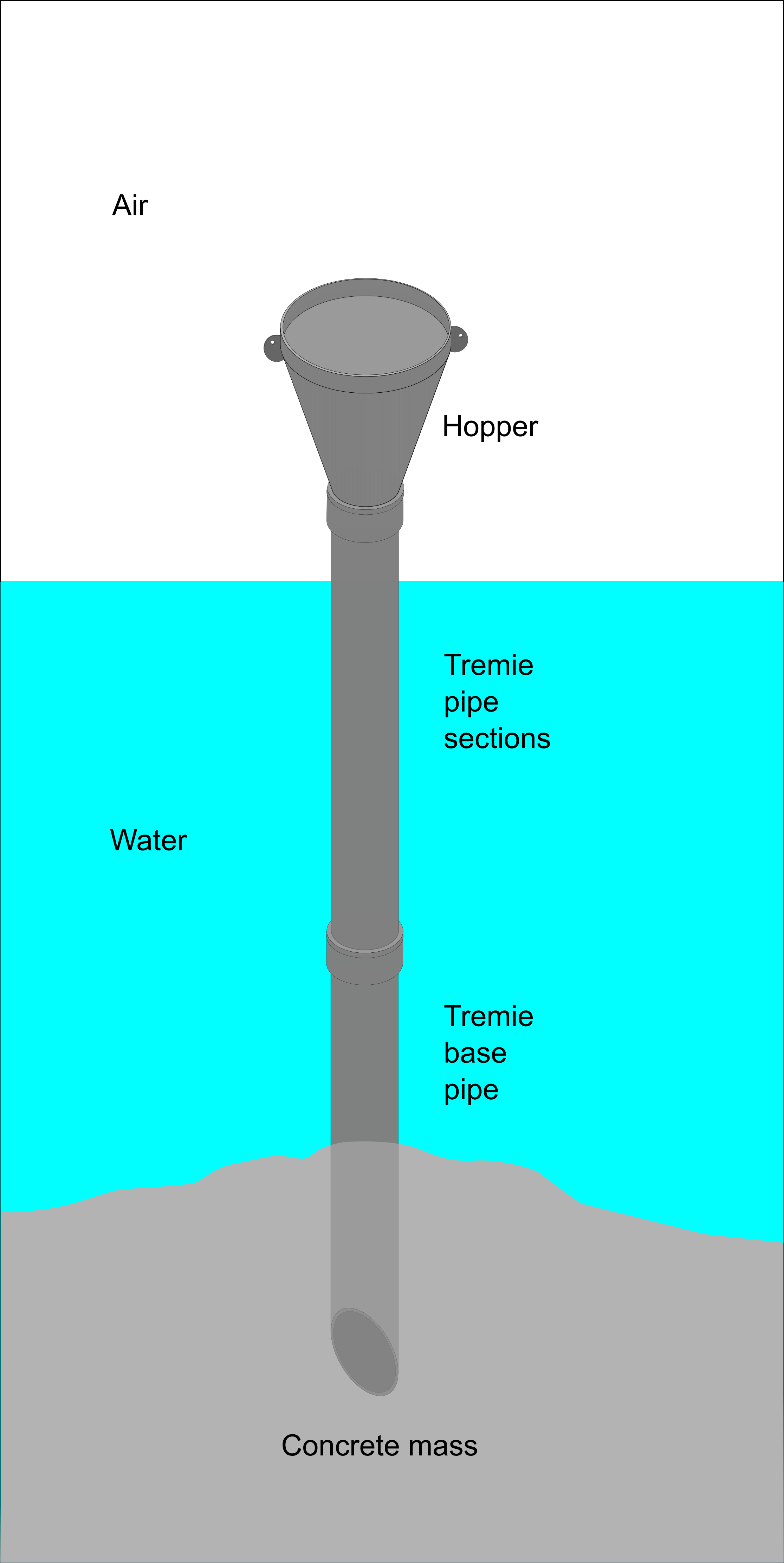
ترمی مونتاژشده در حال ریختن بتن در زیر آب

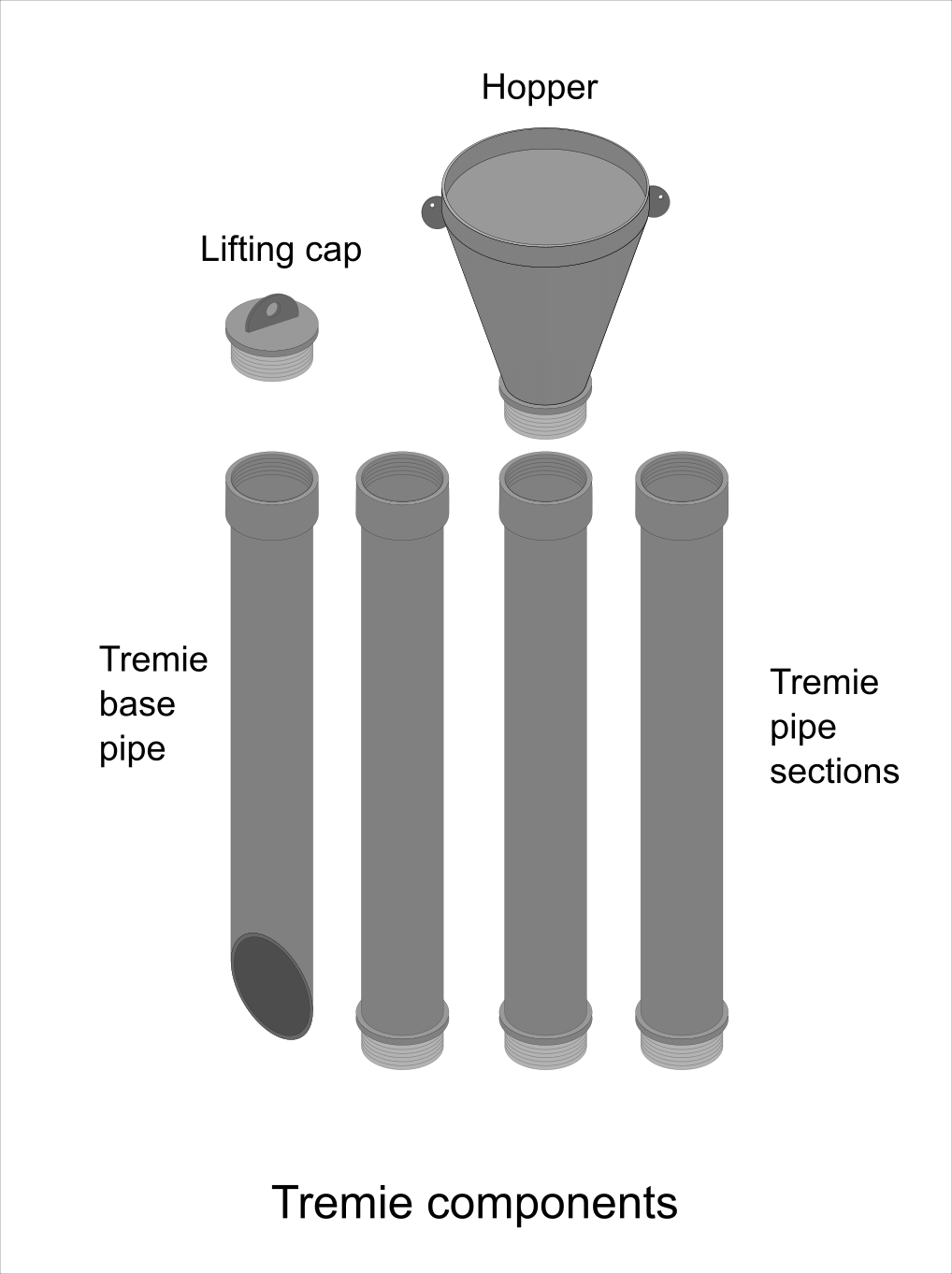
قیف، لوله‌ها و اجزای درپوش یک لوله ترمی برای جادادن بتن

ترمی لوله ای نفوذ ناپذیر در مقابل آب است که قطر داخلی آن معمولاً در حدود ۲۵۰ میلی‌متر (۱۵۰ تا ۳۰۰ میلی‌متر) است، و یک قیف مخروطی در انتهای بالای آن در رقوم بالاتر از سطح آب قرار دارد. ممکن است در انتهای پایینی آن یک توپی شل یا یک شیر وجود داشته باشد. از ترمی برای ریختن بتن در زیر آب استفاده می‌شود به گونه ای که از شستشوی سیمان داخل مخلوط بتن، به دلیل تماس جریان آشفته آب با بتن، در هنگام ریختن آن جلوگیری می‌کند. این مقاومت قابل اطمینان تر بتن ریخته شده را تأمین می‌کند. کاربردهای رایج شامل موارد زیر است:
- کیسون‌ها، که شالوده‌های پل‌ها هستند، در میان چیزهای دیگر، حجم‌ها آب را در بر می‌گیرند.
- شمع کوبی ها[۱]
- چاه‌های مانیتورینگ. سازندگان برای مصالح غیر از بتن و برای صنایع غیر از ساخت و ساز از روش‌های ترمی استفاده می‌کنند. به عنوان مثال، دوغاب بنتونیت برای چاه‌های کنترل اغلب از طریق لوله ترمی جاداده می‌شوند.[۲]

## عملکرد
تکیه گاه ترمی اغلب یک سکوی کاردر رقوم بالاتر از سطح آب است. این لوله از بخش‌های کوتاه ساخته شده‌است که معمولاً با رزوه و با درز گیر حلقه ای به هم وصل می‌شوند تا طول آن در هنگام ریختن بتن قابل تنظیم باشد. بطوریکه لازم نیست قسمت بالای لوله در زیر آب قرار داده شود یا انتهای پایین لوله از زیر سطح ریخته شده بتن خارج شود. برای تسهیل در تنظیم طول لوله، قطعات لوله ممکن است از طول ۱ تا ۳٫۵ متر ساخته شود. یک توپی از لاستیک فوم ممکن است برای پر کردن سر لوله هنگام جادادن اولین محموله بتن استفاده شود. در روش جادادن بتن توسط ترمی، از یک لوله عمودی یا تقریباً عمودی استفاده می‌شود که از طریق آن، بتن تحت اثر نیروی جاذبه در زیر سطح آب قرار می‌گیرد.
انتهای پایینی لوله در بتن تازه غوطه ور است به گونه ای که بتن از پایین به سمت بالا می‌آید و آب را جابجا می‌کند، بنابراین مقدار شستشوی سیمان از داخل بتن تازه محدود می‌شود. زیرا که بتن تازه در زیر بتن قبلی جا داده می‌شود و در سطح بتن قبلی فوقانی که در معرض آب است، قرار نمی‌گیرد. انتهای فوقانی لوله ترمی در هنگام ریختن بتن بالاتر از سطح آب نگه داشته شده‌است و یک قیف مخروطی در  انتهای فوقانی لوله ترمی برای بارگیری محموله بتن تعبیه شده‌است، یا ممکن است بتن در قسمت بالای لوله ترمی پمپ شود. بتن باید با سرعت ریخته شود که از گیرش بتن در لوله ترمی جلوگیری شود. مواد افزودنی برای کنترل زمان گیرش، روانی بتن و کارایی بتن ممکن است مورد استفاده قرار گیرد. لرزش و تکان دادن لوله ممکن است برای پیش بردن ریزش و تراز کردن سطح بالای بتن ریخته شده اعمال شود و ممکن است لوله ترمی در هنگام ریختن بتن گاهگاهی بالا آورده شود تا انتهای پایین ترمی در زیر بتن ریخته شده خیلی عمیق تعبیه نشود، بلکه لوله به اندازه کافی جابجا شود و نباید آنقدر بالا بیاید که تپه بر آمدگی بتن شکسته شود و دهانه پایین ترمی در معرض آب قرار گیرد، زیرا این کار باعث شستشوی سیمان می‌شود.

## جا دادن بتن
برای شروع کار جا دادن بتن، ابتدا لوله ترمی در موقعیت قرار می‌گیرد. در حین جا دادن بتن باید از نفوذ هوا و آب به داخل ترمی، با پر نگه داشتن لوله ترمی از بتن، جلوگیری شود. این امر در صورتی تسهیل می‌شود که ظرفیت قیف حداقل برابر با حجم لوله باشد. در هنگام شارژ در ابتدا، یک توده از کیسه‌های سیمانی خالی یا یک توپی لاستیکی فوم به نام پیگ می‌توان درون لوله را پر نموده تا جریان بتن را تحت کنترل نگه دارد و در حالی که بتن اول، توپی را با فشار به سمت پایین لوله می‌راند و آب را جابجا می‌کند و سپس توپی شناور خواهد شد و به سمت بالا می‌رود. دهانه تخلیه باید به خوبی در زیر سطح فوقانی بتن ریخته شده غوطه ور شود به‌طوری که اجازه می‌دهد بتن را در داخل محل قرارگیری جریان یابد. حداقل عمق برای جادادن بتن در حدود ۱٫۵ متر (۴٫۹ فوت) است و این ارتفاع حداقل در صورت امکان در زیر انتهای پایینی ترمی باید حفظ شود. این عمق حداقل لازم را می‌توان با اندازه‌گیری سطح بتن در زیر بالای لوله با استفاده از یک نوار وزنی، و سپس تفریق آن (سطح بتن در زیر بالای لوله) از طول شناخته شده ترمی تعیین نمود. از نظر کیفیت بتن از اهمیت بسیاری برخوردار است که بتن ریخته شده توسط ترمی به خوبی در زیر سطح فوقانی بتن جاداده شود. با پیشرفت عملیات بتن ریزی، اگر جریان بتن کند یا متوقف شود، باز شوی تخلیه بتن به گونه ای بالا آورده می‌شود که سر لوله می‌تواند در داخل لوله جریان را حفظ کند. در صورت امکان، عدم قطع جریان بتن و مداوم بودن آن مطلوب است.
در صورت لزوم جابجایی جانبی ترمی، بهتر است آن را به صورت عمودی بالا آورده، سپس درپوش آن را نصب کنید و یک عملیات بتن ریزی جدید را در موقعیت جدید شروع کنید تا اینکه آن را در داخل بتن تازه ریخته شده به صورت جانبی بکشید. اگر مساحت ناحیه اجرای عملیات بتن ریزی برای ریختن از یک نقطه بسیار بزرگ است، بهتر است به‌طور موازی از چندین ترمی استفاده کنید تا اینکه یک ترمی واحد را به کار گرفته و موقعیت آن را در موقعیت‌های مختلف اطراف خود تغییر دهید. فاصله بین ترمی‌های مختلف بین ۳/۵ تا ۵ متر و فاصله از قالب بندی حدود ۲٫۵ متر توصیه می‌شود. با فراهم کردن یک جریان مداوم بتن در تمام ترمی‌ها، می‌توان خطر جداشدن دانه‌ها و گیرش نابهنگام بتن را به حداقل رساند تا یک سطح نسبتاً صاف تأمین شود.

## بتن
برای جا دادن بتن توسط ترمی، بتن باید دارای اسلامپ بسیار بالایی در حدود ۱۷۰ تا ۲۵۰ میلی‌متر باشد.
در این بتن حداکثر سنگدانه‌ها ۴۰ تا ۵۰ میلیمتر مناسب است.
حداکثر نسبت آب به سیمان ۴۵/. است.
میزان سیمان مصرفی طبق آیین‌نامه مقررات ملی ساختمان در حدود ۳۶۰ تا ۴۵۰ کیلوگرم بر متر مکعب بتن است؛ و حداقل مواد سیمانی طبق آیین‌نامه کمتر از ۳۵۰ کیلوگرم بر متر مکعب بتن نباشد.
نسبت حداکثر اندازه سنگدانه‌ها به قطر داخلی لوله نباید از ۱۲۵/. بیشتر نباشد.